# Amsar

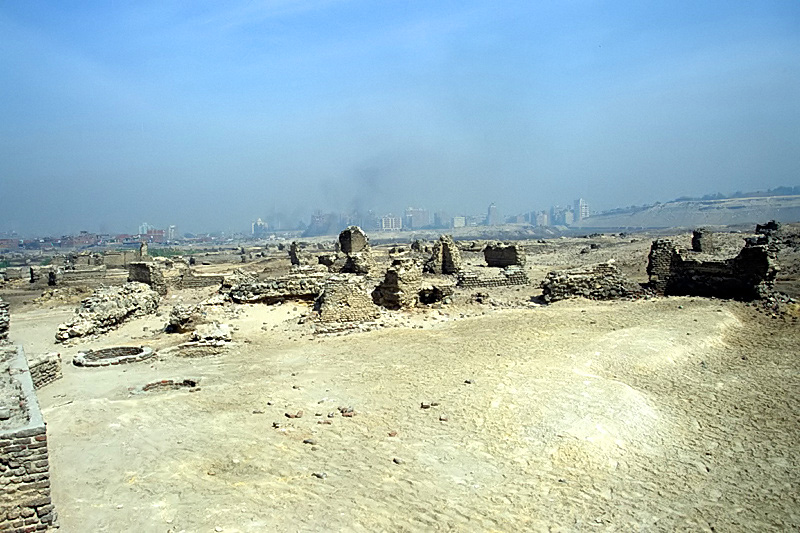
Ruinas en Egipto

Los amṣar (en árabe: أمصار‎, plural de miṣr en árabe: أمصار‎, literalmente ciudad de frontera) fueron ciudades-guarnición establecidas en las conquistas de los primeros siglos del Islam. La primera fue creada por el califa Omar I (r. 634-644). Muchas atrajeron civiles además de las guarniciones y dieron paso a localidades actuales.

## Descripción
Durante los comienzos de la expansión musulmana se crearon guarniciones (fustat, del término árabe para un campamento) en los territorios conquistados. Muchas funcionaron también como ciudades para la guarnición árabe, separada de los locales. La estructura y función de un misr es similar a las antiguas colonias romanas. Como colonia de frontera, la nueva población servía para asentar tropas en custodia de la tierra conquistada lo que además de como guarnición en sí de la nueva autoridad en la proximidad de una ciudad más antigua, de origen clásico o bizantino, permitía su uso como base para conquistas ulteriores. La guarnición se financiaba de los impuestos del distrito conquistado, siendo los amsar para algunos autores un concepto más fiscal que urbanístico.
Estos nuevos asentamientos estaban normalmente físicamente segregados de las poblaciones preexistentes, siguiendo la práctica islámica de respetar las religiones previas a cambio de tributo y aceptación del dominio musulmán. Las ubicaciones eran normalmente elegidas buscando una comunicación segura con Arabia, siendo un criterio típico el evitar tener que cruzar cursos de agua.
Internamente, se organizaban según los preceptos del Islam. Medina, gran ciudad árabe, era el espejo sobre el que se planteaban las nuevas fundaciones en las provincias. Frecuentemente eran de planta cuadrada con un espacio central para el poder político aunque las tipologías urbanas son variadas. 
Su ordenación interna solía subdividirse siguiendo las tribus y clanes asentadas, con rutas internas emergiendo orgánicamente por motivos como el acceso al agua. Los barrios así formados solían tener restricciones a la propiedad por miembros de otras tribus y ser en cambio la residencia esperada de nuevos reclutas enviados por la tribu desde fuera de la ciudad. La mezquita y el mercado actuaban como espacios centrales al aire libre para todas las tribus.  Al crecer orgánicamente, los amsar a menudo colmataban los espacios disponibles en el interior y ocupaban espacios que inicialmente dividían tribus diferentes o servían de caminos o espacios públicos.
Más que mantener su propósito original bajo los primeros califas como base militar, muchos amṣār evolucionaron en las épocas siguientes a centros administrativos y urbanos. Así, desde con la dinastía Omeya se ven cambios como la aparición de mercados permanentes cubiertos (zocos), y un mayor papel estatal. Los amsar sirvieron para asentar en emplazamientos permanentes a las fuerzas árabes y beduinas, de origen nómada, en territorios conquistados y terminaron funcionando como focos de arabización e islamización. 

## Historia
El primer ejemplo conocido es Mosul, construido en 637 por Arfajah bajo el califa Omar como asentamiento para una guarnición que recaudara los tributos en las entonces recientes conquistas musulmanas del norte del califato. La fundación buscaba ser un núcleo de gobierno provincial, particularmente relacionado con la recolección de impuestos de la zona, pero sirvió de asentamiento de 4 000 colonos y de base para futuras campañas contra Tikrit y Shahrizor.
El modelo sería luego replicado en otros distritos bajo el mismo califa. En particular, las nuevas guarniciones fueron la base de las ciudades iraquíes de Kufa (cuartel de Sa'd ibn Abi Waqqas) y Basora (base del gobernador Harith ibn Hassan), ambas fundadas en 638 y apodadas "al-miṣrān" ("los fuertes") por geógrafos musulmanes y que fueron erigidas como focos del control musulmán de la Alta y Baja Mesopotamia respectivamente. Basora recibió inicialmente 700 colonos, lo que fue seguido por una población siguiendo líneas tribales. Algo similar pasó en Kufa, donde se asignaron parcelas a tribus o grupos de tribus y se dejó a estas la subdivisión.
El mismo modelo fue usado en África y Fustat fue construida en 641 por Amr ibn al-As como base musulmana en Egipto a finales del reinado de Omar. La situación fue algo diferente a las anteriores, pues ibn al-As había usado inicialmente la ciudad de Alejandría como base hasta que recibió órdenes del califa de fundar un amsar. La fuerte personalidad del gobernador y la mayor urbanización de Egipto causaron que la ciudad fuera algo diferente de los casos anteriores, notándose cosas como una organización más en función de las unidades militares a las que pertenecían los colonos, si bien encajables dentro de la flexibilidad del concepto de tribu. Sin embargo, a nivel estratégico tanto Fustat como Kufa y Basora fueron pensadas para tener buena comunicación con Arabia desde las nuevas conquistas. En Persia, la mayor resistencia local a la conquista supuso la construcción de más amsar con distritos más pequeños. Qazvin, Ardebil, Hamadán, Isfahán, Qom y Rayy son consideradas amsar por algunos autores a lo largo de la región a veces llamada como Jibal en las fuentes árabes.
El uso de amsar uso en otras zonas es, en cambio, discutido en la bibliografía. En Siria, Majdal Anjar, Ayla, Ramla y el asentamiento musulmán en Tiberíades (Tabariyah) a veces se mencionan como amsar aunque su papel fue muy diferente a otros amsar dada la supervivencia y éxito de los núcleos urbanos preexistentes de época bizantina o anterior. En esa zona, incluso los autores islámicos contemporáneos mencionaban la preexistencia de asentamientos preeislámicos en los emplazamientos "amsar" mientras que otras ciudades preislámicas como Damasco, Jerusalén, Alepo, Emesa o Antioquía mantuvieron su relevancia como base de yunds o distritos militares. Así por ejemplo, la fundación islámica de Jabiyah ha sido mencionado como amsar pero fue pronto abandonado en favor de Damasco como capital distrital.
Con la llegada la dinastía Omeya se desarrolló la administración a lo largo del imperio, generando a menudo conflictos con los amsar, que actuaban como colonias de los primeros conquistadores de las distintas provincias y fueron núcleos de oposición contra escisiones de los distritos que los financiaban, el empleo de una burocracia de origen no árabe o la creación de feudos para miembros de la nueva dinastía. Los amsar existentes empezaron a evolucionar con la construcción de zocos y mercados permanentes, promovidos por el estado y con zonas especializadas.
Incluso, aun así, la conquista de Jorasán por Qutaiba ibn Muslim supuso que Nishapur, Merv y Balj fueran refundadas como amsar para asegurar el control califal de Asia central mientras que la toma de Sind por Al-Hakam ibn Awana supuso la construcción de nuevos centros musulmanes como Al-Mahfuza y Mansura, que también han sido tildados de amsar.
Bajo los omeyas es también de destacar la fundación de Cairuán (Túnez) por el sobrino de ibn al-As, Uqba ibn Nafi, que continuó la conquista del norte de África. Trípoli y Tánger son también a veces considerados amsar al actuar como guarniciones musulmanas en el norte de África. Particularmente Fustat y Cairuán tuvieron gran éxito como bases de la administración musulmana en el norte de África y terminaron actuando como centros urbanos rompiendo con las antiguas capitales preislámicas de Alejandría y Cartago. En al Ándalus varios autores consideran que no se dieron amsar en el sentido clásico del término, al darse una realidad institucional diferente con menor desarrollo impositivo. Aunque algún autor clásico musulmán posterior lo usa para referirse a medinas reales como Medina Azahara, no se dan las implicaciones militares y fiscales de las ciudades guarnición precedentes. 
El modelo amsar sirvió así tras el fin del califato ortodoxo como inspiración para algunas ciudades islámicas posteriores como la Amán omeya, las Samarra y Bagdad abasíes, las ciudades aglabíes de Raqqada y El Abbasiyya en Túnez o las capitales fatimíes de Mahdía y Sabra, también en Túnez, así como en la ya citada Medina Azahara de los Omeyas refugiados en Córdoba tras su expulsión por los abasíes. Se trata de nuevas fundaciones islámicas (u ocasionalmente refundaciones a gran escala de poblaciones preexistentes) con influencias en las ciudadelas o palacios reales centrales para las nuevas dinastías que beben de la tradición de los amsar. Aun así se ve una evolución en la ordenación del territorio islámico, donde las nuevas fundaciones muestran un urbanismo planificado frente al crecimiento orgánico de los amsar originales y apareciendo en paralelo nuevos modelos de asentamientos como los castillos del desierto de la dinastía Omeya, que funcionaban como latifundios en Oriente Medio, el modelo de iqlim/Ḥiṣn en la península ibérica o las fortalezas-monasterio conocidas como rábidas (en árabe: رباط‎, ribāṭ) en al Ándalus y el Magreb almohade y almorávide.